# Wild Girls – Auf High Heels durch Afrika
Wild Girls – Auf High Heels durch Afrika war eine Reality-Show, welche 2013 auf RTL ausgestrahlt wurde. Das Format ist eine Eigenentwicklung von RTL. Zwölf prominente Kandidatinnen wurden in der Wüste Namibias ausgesetzt und lebten dort mit verschiedenen indigenen Völkern, unter anderem mit dem Stamm der Himba, zusammen.

## Konzept
In der Sendung mussten die Teilnehmerinnen verschiedene Wettkämpfe bestreiten. In Nominierungsrunden entschieden sie gemeinschaftlich, aber durch einzelne Abstimmungen, wer den Wettbewerb verlassen musste. Die sogenannte Wüstenkönigin bekam am Ende der Staffel einen goldenen High Heel überreicht. Nach einem ähnlichen Konzept wurde die Reality-Show Reality Queens auf Safari produziert, die ab 22. August 2013 auf Pro Sieben Sendung ging. Diese beruht auf der niederländischen Reality-Show Echte Meisjes In De Jungle. Sara Kulka gewann die erste Staffel von Wild Girls – Auf High Heels durch Afrika.
Off-Sprecher der Sendung war William Cohn.

## Ausstrahlung
Die Show wurde vom 10. Juli bis zum 21. August 2013 ausgestrahlt, die Dreharbeiten fanden im Mai 2013 in Namibia statt. Moderator war Andreas Jancke. Da die erste Folge bei einer Ausstrahlung um 21:15 Uhr die Prime-Time-Sendung Mamma Mia an Zuschauerzahlen übertreffen konnte, wurden für die Ausstrahlung der zweiten Folge die Sendezeiten getauscht und die Folge um 20:15 Uhr gesendet. Trotz Ausstrahlung zur Prime Time verlor die zweite Folge deutlich an Zuschauern und Marktanteil. Die vierte Folge wurde zugunsten der Übertragung des Audi Cup verschoben. Durch Ausstrahlung von Doppelfolgen ab dem 14. August endete die Serie früher als geplant. Eine weitere Staffel wurde nicht produziert.

## Teilnehmerinnen
| Platz | Teilnehmerin       | Alter | Bekannt als                                                                                   | Verließ die Show            | Rausgewählt mit  |
| ----- | ------------------ | ----- | --------------------------------------------------------------------------------------------- | --------------------------- | ---------------- |
| 1     | Sara Kulka         | 23    | Model, Kandidatin bei Germany’s Next Topmodel                                                 | Gewonnen am 21. August 2013 | [ Anm. 1 ]       |
| 2     | Miriam Balcerek    | 24    | Sängerin, Teilnehmerin bei Auf und davon – Mein Auslandstagebuch                              | am 21. August 2013          | [ Anm. 1 ]       |
| 3     | Sarah Knappik      | 26    | Model, Kandidatin bei Germany’s Next Topmodel und Ich bin ein Star – Holt mich hier raus!     | am 21. August 2013          | [ Anm. 1 ]       |
| 4     | Sophia Wollersheim | 25    | Model, Ex-Ehefrau von Bert Wollersheim                                                        | am 21. August 2013          | 3 von 4 Stimmen  |
| 5     | Ingrid Pavic       | 27    | Schauspielerin, Fernsehmoderatorin, Kandidatin bei Big Brother                                | am 21. August 2013          | 3 von 5 Stimmen  |
| 6     | Barbara Engel      | 60    | Autorin, Ex-Frau von Bernd Herzsprung, Kandidatin bei Ich bin ein Star – Holt mich hier raus! | am 21. August 2013          | 1 von 1 Stimmen  |
| 7     | Conchita Wurst     | 24    | Drag Queen, Sängerin, (gewann 2014 den ESC)                                                   | am 21. August 2013          | 5 von 7 Stimmen  |
| 8     | Jinjin Harder      | 28    | Kandidatin bei Der Bachelor                                                                   | am 14. August 2013          | 5 von 8 Stimmen  |
| 9     | Jordan Carver      | 27    | Fotomodell                                                                                    | am 14. August 2013          | 5 von 7 Stimmen  |
| 10    | Senna Gammour      | 33    | Popsängerin, Moderatorin, Mitglied der Band Monrose                                           | am 7. August 2013           | 5 von 10 Stimmen |
| 11    | Fiona Erdmann      | 24    | Model, Kandidatin bei Germany’s Next Topmodel und Ich bin ein Star – Holt mich hier raus!     | am 24. Juli 2013            | 5 von 11 Stimmen |
| 12    | Kader Loth         | 40    | Popsängerin, Fotomodell, Kandidatin bei Big Brother                                           | am 17. Juli 2013            | 7 von 11 Stimmen |

Anmerkungen:
1. 1 2 3  Die Top 3 mussten mit Sandsäcken einen Berg erklimmen. Die Zahl der Sandsäcke wurde für jede Teilnehmerin anhand der Anzahl der Fehler in vorangegangenen Spielen bestimmt. Die Platzierung in diesem Wettkampf ergab die Schlussplatzierung.
2. ↑  Engel wurde allein von Pavic rausgewählt, da diese zuvor ein Spiel gewonnen hatte und daher alleiniges Stimmrecht hatte
3. ↑  Wurst und Carver standen zur Wahl und konnten selbst keine Stimmen abgeben
4. ↑  Balcerek war während der Abstimmung im Gefängnis und konnte keine Stimme abgeben

## Rezeption

### Kritik
Ute Koczy, die entwicklungspolitische Sprecherin der Grünen, kritisierte RTL in einem Schreiben dafür, vor dem Hintergrund der Verbrechen in der deutschen Kolonialzeit „eine derart auf kulturellen Klischees basierende Sendung ausgerechnet in Namibia spielen zu lassen“. RTL-Pressesprecherin Anke Eickmeyer wies auf das auf Unterhaltung abzielende Konzept von Wild Girls hin: „Was wir nicht geplant hatten, war eine Geschichtsdokumentation, ein Porträt über Afrika bzw. die Himba oder eine politische Sendung über Menschenrechtsverletzungen – dafür gibt’s genug andere Formate, in denen diese Themen besser aufgehoben sind.“ RTL könne laut Christian Buß in Spiegel Online „beim besten Willen nicht erkennen, was daran problematisch sein soll, bei einem geschützten Naturvolk einzufallen, um dann ein paar Trash-Trullas auf dieses loszulassen.“
Nach Thomas M. Blaser in süddeutsche.de habe mit Wild Girls „das Genre einen neuen Tiefpunkt erreicht“. So seien die meisten Wettkämpferinnen „Starlets aus älteren Realityshows, die sich bemühen, irgendwelche physischen Vorzüge in Szene zu setzen“. Die Zuschauer dürften „die Frauen auslachen, die mit ihrem Benehmen in der Wüste Namibias allesamt als hirnlose Zicken gekennzeichnet sind.“ Im Gegensatz zu anderen Shows sind „die namibische Wüstenlandschaft und deren Bewohner“, die Himba, ein „fester Bestandteil des Fernsehspektakels“. So gehören „knapp bekleidete Frauen in Stöckelschuhen“ längst zur europäischen Fernsehunterhaltungsszene, deren „offener Sexismus“ und die „Verunglimpfung von Frauen“ kaum noch provoziere. Die „prominente Rolle des angeblich primitiven Himba-Stammes dieses Dauerspektakel“ stehe jedoch „in eine neue Dimension“. Christian Buß, der Parallelen zu den „Völkerschauen des deutschen Kaiserreichs“ sieht, meinte dagegen in Spiegel Online, dass man eine „eurozentrische Überheblichkeit […] der Inszenierung“ nicht anlasten könne: Eher sei das vom Aussterben bedrohte Volk dem Sender egal und längst nicht so „primitiv wie das Treiben der freilaufenden Busenwunder aus der deutschen Privatfernsehzucht.“
Die in der Serie mitwirkenden Himba haben am 14. Oktober 2013 die Menschenrechtsorganisation „Earth Peoples“ gebeten, in ihrem Namen gegen die RTL TV Reality Show zu intervenieren und weitere Veröffentlichungen zu stoppen, da das Dorf nicht informiert wurde, in welchem Licht die Einwohner von RTL dargestellt werden würden. Da keine Übersetzung angeboten wurde, konnten sie den Inhalt während der Dreharbeiten nicht verstehen. Nach Aussagen der Himba wurde ihnen von RTL zugesagt, in der Serie ihre Kultur sensibel vorzustellen und über Menschenrechtsprobleme in Namibia zu informieren.

### Quoten
Nach Angaben von DWDL.de hatte RTL mit seinem „Sommerformat“ Probleme, so sah das Medienmagazin das Format als „gescheitert“ an. RTL sah sich aufgrund der schlechten Quoten sogar zu einem Sendeplatzwechsel genötigt, jedoch ohne Erfolg. Anke Schäferkordt, Geschäftsführerin der RTL Group äußerte sich laut Spiegel Online, welche die Sendung als „Trash-Show“ bezeichnet, „alarmiert zu der Quotenentwicklung in ihrem Hause“. So äußerte sie sich einem Interview mit dem Manager Magazin: „Natürlich sind wir mit den aktuellen Marktanteilen von RTL nicht zufrieden.“
| Sendung    | Datum           | Zuschauer | Zuschauer       | Zuschauer       | Marktanteil | Marktanteil     | Marktanteil     | Quelle |
| Sendung    | Datum           | Gesamt    | 14 bis 49 Jahre | 14 bis 59 Jahre | Gesamt      | 14 bis 49 Jahre | 14 bis 59 Jahre | Quelle |
| ---------- | --------------- | --------- | --------------- | --------------- | ----------- | --------------- | --------------- | ------ |
| 1          | 10. Juli 2013   | 2,62 Mio. | 1,51 Mio.       |                 | 9,7 %       | 14,6 %          |                 | [ 14 ] |
| 2          | 17. Juli 2013   | 1,91 Mio. | 1,17 Mio.       |                 | 8,0 %       | 13,5 %          |                 | [ 15 ] |
| 3          | 24. Juli 2013   | 1,76 Mio. |                 | 1,10 Mio.       | 6,6 %       | 11,5 %          | 10,1 %          | [ 16 ] |
| 4          | 7. August 2013  | 1,82 Mio. | 1,09 Mio.       | 1,35 Mio.       |             | 11,9 %          | 9,6 %           | [ 17 ] |
| 5/6        | 14. August 2013 | 1,67 Mio. |                 | 1,21 Mio.       | 6,0 %       | 10,0 %          | 8,2 %           | [ 18 ] |
| 7 (Finale) | 21. August 2013 | 1,79 Mio. | 1,08 Mio.       | 1,37 Mio.       | 6,7 %       | 11,2 %          | 9,5 %           | [ 19 ] |